# Glenea suturevittata
Glenea suturevittata är en skalbaggsart som beskrevs av Stefan von Breuning 1958. Glenea suturevittata ingår i släktet Glenea och familjen långhorningar. Inga underarter finns listade i Catalogue of Life.